# 悪人 (小説)
『悪人』（あくにん）は日本の小説家、吉田修一の長編小説。またそれを原作とした実写映画、舞台作品。

## 概要
本作は、2006年3月24日から2007年1月29日まで『朝日新聞』にて連載され、2007年に朝日新聞社より出版された。2010年11月時点で朝日文庫版が210万部を突破している。
第61回毎日出版文化賞と第34回大佛次郎賞をダブル受賞。2008年度本屋大賞第4位。
2010年7月7日には束芋による絵本版が出版。同年9月11日に妻夫木聡が主演で実写映画が公開された。
同年8月、フィリップ・ガブリエル翻訳による英訳版『Villain』が出版された。

## あらすじ
保険外交員女性・石橋佳乃が土木作業員・清水祐一に殺された。清水は別の女性・馬込光代を連れ、逃避行をする。
なぜ、事件が起きたのか?事件当初、容疑者は裕福な大学生・増尾圭吾だったが、拘束された増尾の供述と新たな証言者から、容疑の焦点は清水に絞られる事になる。

## 登場人物
- 清水祐一
- 馬込光代
- 石橋佳乃

## 映画
『悪人』（あくにん、あくんちゅ、Akunin、Villain）は、李相日監督によるヒューマンミステリードラマ。2010年9月11日に全国東宝系列で公開。

### 解説
- 第34回モントリオール世界映画祭ワールド・コンベンション部門に正式出品され、深津絵里が最優秀女優賞を受賞[5]。
- 2009年11月にクランクイン。ロケは福岡、佐賀、長崎の九州3県に渡り行われ、2010年9月1日には映画PRのため福岡市・吉田宏市長、佐賀市・秀島敏行市長、平戸市・黒田成彦市長を表敬訪問している[6]。
- 作中の後半で祐一と光代が訪れる灯台のシーンのロケ地として使われたのは、五島市にある大瀬崎灯台[7]。
- テーマは「人間の本質は善と悪」。刺激的な性描写から映倫区分はPG12指定された。
- 2010年8月25日にドキュメントDVD『妻夫木聡が悪人だったあの二ヶ月』が発売。9月4日以降には映画公開記念特番『妻夫木聡が語る「悪人」の全て』が放送。
- 全国231スクリーンで公開され、2010年9月11,12日初日2日間で興収2億4,624万2,900円、動員は19万1,296人になり映画観客動員ランキング（興行通信社調べ）で初登場第2位となった[8]。また、ぴあ初日満足度ランキング（ぴあ映画生活調べ）では第4位になり、モントリオール世界映画祭最優秀女優賞を受賞した直後の公開の効果もあり、客層は男女比34：66で20代女性客が特に多かった。
- 香港、マカオ、台湾での日本国外公開が決定しており、韓国などからも申し込みが来ている[9]。

### あらすじ（映画）
2009年12月のある日、三瀬峠（福岡市～佐賀市）の橋の下から若い女・石橋佳乃の遺体が見つかり、数日後恋人とされる大学生・増尾圭吾に殺人の容疑がかかる。佳乃の父・石橋佳男は警察からの連絡で遺体確認に訪れると、刑事に失踪中の増尾を早く見つけて逮捕するよう涙ながらに懇願する。クリスマスを迎える頃長崎県で暮らす清水祐一は、ニュースを見た祖母から夕食時に佳乃の事件について聞かされ気持ちが悪くなる。祐一が気分を落ち着かせるため独りになった所、ケータイに以前出会い系でメールをやり取りした女性・馬込光代から一通のメールが届く。
地元佐賀県で祐一と会う約束をした光代はデートに胸を弾ませるが、当日会ってすぐホテルに誘われ戸惑いながらも男女の関係を持つ。2人で食事に行くつもりだった光代は、その場で金を渡そうとする祐一にショックを受けて「笑うかもしれないけど私は本気で出会いを求めていた」と帰ってしまう。別の日石橋は刑事から、逃げていた増尾を確保し任意で取調べをした所、真犯人が別にいることが告げられる。あの日の夜、佳乃は増尾の車で峠へ向かうが山中でケンカになり彼に車外に蹴り出された後、何者かに殺されたのだった。
再び佐賀を訪れて光代に会った祐一は、自身も本気で出会いを求めていたが一般的な交際の仕方を知らず失礼な振舞いしたことを謝罪する。光代を自宅に送った祐一は長崎に帰るはずが、祖母からの連絡で自宅に警察が来ていることに気づき、急遽引き返して彼女を車に乗せて走り出す。翌日祐一は、出会い系で知り合った佳乃という女と数日前にトラブルになり、嘘のレイプ被害で警察に行こうとする彼女を絞殺したことを光代に打ち明ける。
祐一に出会えて女としての幸せをようやく手に入れられると思っていた光代は、自首しようとする彼を引き止め2人で逃げることを決意する。祐一が殺人犯として指名手配された後2人は車を乗り捨てて逃避行し、とある灯台にたどり着くと空き家となった灯台守の小屋で過ごし始める。一方石橋は殺人容疑が晴れて釈放された増尾に会いに福岡を訪れ、あの夜佳乃にしたひどい仕打ちを謝るよう迫るが突き倒されてしまう。その後石橋は、反省の色を見せず娘の事件をネタに仲間と談笑する増尾の前に現れ、隠し持っていたレンチを振り上げる。
祐一と逃亡生活を送っていた光代はある日数km先の街まで歩いて買い出しに行くが警官に保護され、その後すきを見て逃走を図る。派出所を抜け出した光代は必死に走って祐一のいる灯台の小屋まで戻るが、密かに警察車両が彼女の跡を追っていた。灯台にパトカーのサイレンが近づく中祐一は、自分のわがままで自首を阻止したことを泣きながら謝る光代の上にまたがり彼女の首に両手をかける。

### キャスト（映画）
清水祐一
演 - 妻夫木聡
金髪の解体作業員。長崎県の海からほど近い田舎街に住んでいる。暗い性格で話下手で、佳乃から「話が面白くなく一緒にいてもあまり楽しくないが、車の運転とセックスだけは上手い」と評されている。自宅では自分のことは後回しで祖父母の日々の頼まれごとを淡々とこなしているが、子供の頃に両親がいなくなったことに闇を抱えている。子供の頃に初めて見た灯台という物を印象的に感じている。唯一の趣味は車を運転することでリアウイングのついた白い車に乗り、スピード狂でドリフト走行をしている。出会い系で知り合った佳乃と福岡で会った直後に事件を起こし、その後出会った光代と逃亡する。
馬込光代（まごめ）
演 - 深津絵里
紳士服店の販売員。佐賀県在住。真面目で大人しい性格なため、恋愛に憧れているがこれまで異性と付き合ったことはほとんどない。本気の出会いを求めて10月頃に出会い系を利用して、祐一とメールだけのやり取りを数回した。本人は、生きることに不器用なタイプであることや、人生の生活圏内が狭いことについて「祐一と似たような所がある」と評している。自転車で通勤している。祐一と同じく灯台が好き。祐一と関係を持ち、彼から事件のことを打ち明けられた後2人で逃亡する。
石橋佳乃
演 - 満島ひかり
増尾に好意を寄せる、恋人気取りな女性。博多で保険外交員として働き、寮で一人暮らししている。祐一とは秋頃に出会った直後に男女の関係を持ち、金を要求する。性格に裏表があり、話す相手によって見せる顔や態度がかなり変わる。加藤ミリヤの「Aitai」という曲がお気に入り。金をもらう条件で祐一と会う約束をしていたが、その後死体となって発見される。
増尾圭吾
演 - 岡田将生
福岡の大学生。実家は由布院で老舗旅館を経営。裕福で自由気ままだが基本的に性格が悪く、親しい人以外には悪口を言ったり露骨に嫌な態度を見せたり、時には手荒い行動を取ることもある。軽い気持ちで佳乃をナンパして一晩の遊びで関係を持ったが、それ以降親しげにメールを送ってくる彼女を疎ましく思っている。愛車は赤い車。
石橋佳男
演 - 柄本明
佳乃の父。久留米市に住んでいる。親として一人娘の佳乃のことをいつも気にかけているが、娘があまり実家に帰ってこないことを寂しく思っている。刑事から事件の経緯を聞いた後哀しみと怒りの感情を携えて、佳乃の遺体発見現場である三瀬峠、娘を峠で強引に降ろした増尾に会いに久留米から訪れる。

#### 祐一の親族など
清水房枝
演 - 樹木希林
祐一の祖母。長崎の田舎町の魚市場で働いている。家族を棄てた依子を良く思っておらず、祐一の母親代わりに小さい頃から育ててきたため「祐一は私の息子」と認識している。矢島の会社で働き始めて間もない頃の祐一に買ってもらった、オレンジ色のスカーフを大事にしている。平凡な日常を送っていたが悪徳業者に騙されたり、事件後からは自宅前に群がるマスコミから容疑者の家族としてマイクを向けられ始める。
清水勝治
演 - 井川比佐志
祐一の祖父。祐一、房枝と3人で暮らしている。多くの時間を寝たきりで過ごしているが、人に肩を貸してもらった状態なら何とか立って歩ける。病院を退院後自宅療養中だったが、冒頭で再び入院することになる。日常的に文句が多く房枝たちの手を焼かせる。
清水依子（よりこ）
演 - 余貴美子
勝治・房枝の次女で祐一の母。祐一を棄てた後、洋菓子店を経営している。祐一が小学校入学前後に家を出た模様。祐一が指名手配された後、久しぶりに実家に顔を出し房枝に、自身の職場にも警察が来たことを話す。
矢島憲夫
演 - 光石研
祐一の大叔父。祐一が勤める解体業を経営。面倒見が良い性格で、清水家を気にかけており時々自宅に寄って様子を見たり会話をしている。自分の生活を犠牲にして祖父や近所の高齢者の病院の送り迎えをする祐一を不憫に思っている。

#### 佳乃のその他主な関係者
石橋里子
演 - 宮崎美子
佳乃の母。石橋の妻。佳乃の実家で夫婦で理容店を経営している。朗らかな性格で佳乃から好きな相手ができたとの報告を受けて喜ぶ。しかし突然娘を亡くし激しいショックを受けると同時に、夫婦間で意見の衝突が起き佳男との関係が揺らぐ。
安達眞子
演 - 中村絢香
保険外交員。佳乃の同僚。博多在住。事件当日夜に佳乃、沙里の3人で飲食店で食事しながら会話をする。佳乃とは仲が良く出会い系で祐一と出会った話をいくらかは聞いている。その直後佳乃の恋愛事情を聞いて引いてしまう。
谷元沙里
演 - 韓英恵
保険外交員。佳乃の同僚。博多在住。佳乃とは表向きは親しくしているがお互いあまり快く思っておらず、彼女の増尾との交際話を嘘と疑い会話の中でさりげなく挑発する。佳乃からは内心「欲求不満の典型」と見下されている。

#### その他の主な人たち
佐野刑事
演 - 塩見三省
福岡県警の刑事。作中の佳乃が殺された事件(福岡出会い系殺人)の捜査を担当。峠下で佳乃の遺体を引き上げた後、殺人容疑で増尾の行方を探す。その後出会い系の利用者として佳乃と会う約束をしていた祐一を真犯人と疑い、彼を追い始める。
久保刑事
演 - 池内万作
福岡県警の刑事。佐野の部下。いつも佐野とコンビを組んで行動し、名古屋市に潜んでいた増尾を確保し任意同行で取調べしたことなど、捜査状況を石橋夫妻に報告する。
鶴田公紀
演 - 永山絢斗
増尾の親友。増尾から、以前ナンパした佳乃との最近のやり取りについて話を聞く。後日殺人の容疑が晴れて警察の取調べから解放された増尾を囲んで他の友人たちと食事会を開く。食事会では佳乃を笑い者にする増尾にただ一人不快感を示し、石橋と出会ったことで自身の心境に変化が起きる。
馬込珠代
演 - 山田キヌヲ
光代の双子の妹でアパートで二人暮らししている。仕事は、商工会議所事務員。彼氏持ちで、恋人がいない光代を少々見下していたり、姉の都合を聞かず勝手に物事を決めるなど自己中心的な所がある。祐一が指名手配された後、“光代は彼に連れ回されている”として姉の身の上を心配していたが、光代が祐一への好意を明らかにすると一転して罵倒し彼女を失望させる。
堤下
演 - 松尾スズキ
高齢者などを相手に健康食品を売る販売員。話術に長けており笑いを交えながら商品をピーアールする。実は悪徳商法の販売員で商品の効能を信じた房枝を騙す。普段は、長崎県の街なかの裏通りに小さな事務所を構え2人ほどの強面の男たちと共に、解約を申し出る高齢者を脅して金をむしり取る。

#### その他
理髪店の客
演 - 河原さぶ
石橋の顔なじみの客。石橋に散髪されながら、東京で暮らす大学生の娘が遊び呆けてたまにしか連絡してこないことを愚痴る。
紳士服販売員
演 - 広岡由里子
光代の同僚。ある時来店した祐一に場違いな感じを受け、彼と光代の会話が気になり離れた場所から恐る恐る様子をうかがう。
紳士服店の客
演 - 二階堂智
光代が働く店にスーツを買いに来る。スーツを試着しながら光代と雑談を交わす。一瞬独身者かと思われたが後から売り場に妻子がやって来る。
バスの運転手
演 - モロ師岡
長崎の清水家がある地域を循環するバスを運転する。話し方はぶっきらぼうだが、思いやりのある性格。祐一が指名手配された後日、マスコミに追われながらバスに乗り込んできた房枝をかばう。
タクシー運転手
演 - でんでん
ある時客として乗ってきた光代に、世間話として作中の事件について「若い女の子の首を絞めて殺すなんて人間のできることじゃない」と気持ちを吐露する。
派出所の警官
演 - 山中崇
街の見回りをしていた所偶然光代を見つけ、その後派出所で彼女を保護したことを警察本部に電話で伝える。

### スタッフ（映画）
- 監督 - 李相日
- 製作 - 島谷能成、服部洋、町田智子、北川直樹、宮路敬久、堀義貴、畠中達郎、喜多埜裕明、大宮敏靖、宇留間和基
- プロデューサー - 仁平知世、川村元気
- エグゼクティブプロデューサー - 市川南、塚田泰浩
- ラインプロデューサー - 鈴木嘉弘
- 原作 - 吉田修一
- 脚本 - 吉田修一、李相日
- 撮影 - 笠松則通
- 美術 - 杉本亮
- 美術監督 - 種田陽平
- 編集 - 今井剛
- 音楽 - 久石譲
- 演奏 - 東京ニューシティ管弦楽団
- 音楽プロデューサー - 岩瀬政雄、杉田寿宏
- 主題歌 - 福原美穂「Your Story」
- スクリプター - 松澤一美
- ヘアメイク - 豊川京子
- 衣裳デザイン - 小川久美子
- 照明 - 岩下和裕
- 装飾 - 田口貴久
- 録音 - 白取貢
- 助監督 - 久万真路
- 制作プロダクション - 東宝映像制作部
- 製作 - 映画『悪人』製作委員会（東宝、電通、朝日新聞社、ソニー・ミュージックエンタテインメント、日本出版販売、ホリプロ、アミューズ、Yahoo! JAPAN、TSUTAYAグループ、朝日新聞出版）
- 配給 - 東宝

### ソフト化
2011年3月18日発売。発売元はアミューズソフトエンタテインメント、販売元は東宝。
- 悪人 スタンダード・エディション（DVD1枚組）
  - 映像特典
    - 特報・劇場予告編・TVスポット集
- 悪人 スペシャル・エディション（DVD2枚組・初回限定生産）
  - ディスク1：本編DVD（スタンダード・エディションと同様）
  - ディスク2：特典DVD
    - ドキュメント・悪人「消えた56分 生まれた2分」
    - 密着!第34回モントリオール世界映画祭
    - 妻夫木聡が語る「悪人」の全て
    - 妻夫木聡×李相日本音ロングトーク
    - イベント映像集（製作報告会見 / 完成披露試写会 / 初日舞台挨拶）

  - 封入特典
    - ポストカードセット

  - 特製アウターケース付き
- 悪人 ブルーレイ（本編BD+特典DVDの2枚組）
  - ディスク1：本編BD
    - 映像特典（DVDスタンダード・エディションと同様）

  - ディスク2：特典DVD（DVDスペシャル・エディションと同様）
  - 初回限定特典
    - ポストカードセット
    - 特製アウターケース

### 出品
- 2010年10月10日-13日開催の『釜山国際映画祭』アジアンフィルムマーケット出品
- 2010年11月3日-10日にロサンゼルス開催『アメリカン・フィルム・マーケット』出品

### 受賞・出品
- 第34回モントリオール世界映画祭：最優秀女優賞[10][11]
- 第34回山路ふみ子映画賞：映画賞、新人女優賞
- 第23回日刊スポーツ映画大賞・石原裕次郎賞：作品賞、主演男優賞、主演女優賞
- 第35回報知映画賞：作品賞、主演女優賞、助演男優賞（柄本明）
- 第84回キネマ旬報ベスト・テン：日本映画ベスト・ワン、日本映画監督賞、日本映画脚本賞、助演男優賞
- 第65回毎日映画コンクール：日本映画大賞
- 第53回ブルーリボン賞：主演男優賞
- 第34回日本アカデミー賞：最優秀主演男優賞、最優秀主演女優賞、最優秀助演男優賞（柄本明）、最優秀助演女優賞（樹木希林）、最優秀音楽賞（久石譲）[12]
- 第15回日本インターネット映画大賞：助演女優賞（満島ひかり）

## 舞台
舞台化され、2018年3月29日 - 4月8日に三軒茶屋シアタートラムで、4月15日に兵庫県立芸術文化センター阪急中ホールで上演された。

### キャスト（舞台）
- 祐一 - 中村蒼[14]
- 光代 - 美波

### スタッフ（舞台）
- 台本・演出：合津直枝
- 原作：吉田修一『悪人』（朝日文庫）
- 美術：青木拓也
- 照明：倉本泰史
- 音響：清水麻理子
- 衣裳：宮本茉莉
- ヘアメイク：貴島貴也
- 舞台監督：井関景太
- 制作：半田桃子、野田麻衣
- プロデューサー：渡辺誠
- 企画製作：テレビマンユニオン

## オーディオブック

### オトバンク版
2017年8月17日に上巻、同年9月16日に下巻が、オトバンクのオーディオブック配信サービス「FeBe」（現・audiobook.jp）にて配信開始された。

#### キャスト（オーディオブック）
- 清水祐一 - 神原大地
- 馬込光代 - 日笠陽子
- 石橋佳乃 - 巽悠衣子
- 石橋佳男 - 利根健太朗
- 増尾圭吾 - 間島淳司
- 清水房枝 - 秋保佐永子
- 馬込珠代 - 高野麻美
- 清水依子 - 小松奈生子
- 金子美保 - 綾瀬有
- 鶴田公紀 - 伊達忠智
- 柴田一二三 - 石井一貴
- 矢島憲夫 - 藤吉浩二
- 林完治 - 猪股慧士
- 朗読 - 高瀬右光

#### スタッフ（オーディオブック）
- 音楽 - 内田篤志、tanaka daisaku
- 演出 - サウンドプロダクション吟

### Audible版
2018年8月26日にAudible Inc. のオーディオブック配信サービス「Audible」にて配信された。田中麗奈と中村蒼による朗読となっている。